# Верхаген, Максим
Макси́м Верха́ген (нидерл. Maxime Verhagen), полное имя Макси́м Жа́к Марсе́ль Верха́ген (нидерл. Maxime Jacques Marcel Verhagen, нидерландское произношение: [mɑˈksim ʒɑk mɑrˈsɛl vərˈɦaːɣə(n)]; род. 14 сентября 1956, Маастрихт, Нидерланды) — нидерландский политик, член партии «Христианско-демократический призыв», бывший министр иностранных дел и министр экономики в кабинетах Балкененде и Рютте.

## Биография
В юношестве Верхаген посещал специализированную католическую школу в Маастрихте, которая готовила своих учеников к научной деятельности, затем в течение одиннадцати лет изучал современную историю в Лейденском университете, завершив обучение докторским экзаменом в 1986 году. В то же время работал в муниципальном совете Угстгеста, будучи членом региональной ячейки партии «Христианско-демократический призыв», к которой присоединился в 1976 году.
С 1989 по 1994 год был членом Европейского парламента, входил во фракцию правоцентристской Европейской народной партии. Для Верхагена, по его словам, источником вдохновения к этой деятельности стал Норберт Шмельцер, бывший нидерландский министр иностранных дел.
17 мая 1994 года стал членом Палаты представителей, несколько раз назначался лидером фракции в нижней палате парламента, с 2010 по 2012 год — лидер партии.
Во время пребывания на должности депутата призывал к участию Нидерландов в военных действиях против Ирака (в 1998 году) и обращался в Службу общей разведки и безопасности с просьбой проверить фильм «Фитна» Герта Вилдерса.
В 2004 году высказался по поводу нидерландской расовой политики следующим образом:

Иммигранты в Нидерландах занимают первые места в "плохих" списках: получение пособий по нетрудоспособности, пособий по безработице, участников беспорядков с применением насилия, в уголовной статистике и тех, у кого есть проблемы с обучением.
— Максим Верхаген

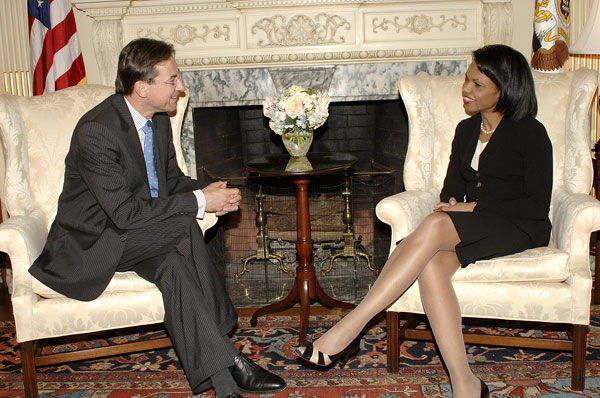
Максим Верхаген с Кондолизой Райс, госсекретарём США

Сменил своего коллегу по партии Бернарда Бота на посту министра иностранных дел в правительстве Балкененде в 2007 году, а после отставки левых также выполнял функции министра по европейским делам и министра внешней торговли.
В 2008 году заявил, что правительство Нидерландов не считает, что интеграцию Украины и Грузии в Североатлантический альянс надо ускорять, однако не возражает против вступления этих стран в НАТО в будущем.
В октябре 2010 года Верхаген становится заместителем премьер-министра и министром экономики, сельского хозяйства и инноваций в первом кабинете Рютте.
Ушёл из активной политики в 2012 году и стал работать в частном секторе (преимущественно в сфере строительства), живёт в Южной Голландии. С 2019 года является членом Наблюдательного совета Королевской ассоциации мотоциклистов Нидерландов, с 2023 года — генеральный директор «Van Gelder Groep», до мая 2024 года является представителем группы компаний Бельгии, Нидерландов и Люксембурга в Совете директоров Европейской федерации строительной индустрии.

## Семья
Отец был депутатом парламента Лимбурга, дед по отцовской линии — член муниципального совета Ситтарда (на протяжении 40 лет).
Женат на Аннемике Бейлевелт с 1984 года, в браке родились два сына и одна дочь. Жена работает врачом в доме престарелых.